# Medicus Mundi Catalunya
Medicus Mundi Catalunya és una ONG, filial catalana de Medicus Mundi, que col·labora activament en la tasca global en l'àmbit de la cooperació sanitària.
Els seus objectius abasten el desenvolupament dels països del Tercer Món i també l'atenció als col·lectius més marginats d'Occident.
El 2003 va rebre la Creu de Sant Jordi per l'eficàcia de la seva activitat i pel sentit de solidaritat que expressa i de promoció dels valors humans i socials.